# برگ‌پهن نیوزیلندی
برگ‌پهن نیوزیلندی (نام علمی: Griselinia littoralis) نام یک گونه از سرده برگ‌پهن‌ها است.